# Macroperipatus guianensis
Macroperipatus guianensis är en klomaskart som först beskrevs av Evans 1903.  Macroperipatus guianensis ingår i släktet Macroperipatus och familjen Peripatidae. Inga underarter finns listade i Catalogue of Life.